# Catedral de Chelmsford
La catedral de Chelmsford, situada en la ciudad de Chelmsford, Essex, Reino Unido, está dedicada a Santa María la Virgen, San Pedro y San Ceda. Se convirtió en catedral cuando se creó la diócesis de Chelmsford en 1914 y es la sede del obispo de Chelmsford.